# Eothenomys
Genre
Eothenomys est un genre de rongeurs de la famille des cricétidés.

## Liste des espèces
Selon Mammal Species of the World (version 3, 2005)  (12 mars 2016) et ITIS (12 mars 2016) :
- Eothenomys cachinus (Thomas, 1921)
- Eothenomys chinensis (Thomas, 1891)
- Eothenomys custos (Thomas, 1912)
- Eothenomys melanogaster (Milne-Edwards, 1871)
- Eothenomys miletus (Thomas, 1914)
- Eothenomys olitor (Thomas, 1911)
- Eothenomys proditor Hinton, 1923
- Eothenomys wardi (Thomas, 1912)

Selon [Qui ?] :
- Eothenomys chinensis (Thomas, 1891)
- Eothenomys custos (Thomas, 1912)
- Eothenomys eva (Thomas, 1911)
- Eothenomys inez (Thomas, 1908)
- Eothenomys melanogaster (Milne-Edwards, 1871)
- Eothenomys olitor (Thomas, 1911)
- Eothenomys proditor Hinton, 1923
- Eothenomys regulus (Thomas, 1907)
- Eothenomys shanseius (Thomas, 1908)